# Entychides
Entychides es un género de arañas migalomorfas de la familia Cyrtaucheniidae. Se encuentra en Norteamérica y en las Antillas.

## Lista de especies
Según The World Spider Catalog 11.5:
- Entychides arizonicus Gertsch & Wallace, 1936
- Entychides aurantiacus Simon, 1888
- Entychides dugesi Simon, 1888
- Entychides guadalupensis Simon, 1888